# L'Estartit
L'Estartit is een Spaanse plaats gelegen aan de Costa Brava. Het maakt deel uit van de gemeente Torroella de Montgrí en de provincie Girona en ligt ongeveer veertig kilometer oostelijk van de stad Girona. L'Estartit telt 3571 inwoners (2009). Het dorp ligt aan de voet van het Montgrígebergte. Ten zuiden van l'Estartit mondt de rivier de Ter uit in de Middellandse Zee.

## Geschiedenis
L'Estartit was in het verleden de haven van het buurdorp Torroella de Montgrí. Het werd meer dan eens bestookt door zeerovers die zich verschansten op de eilanden.
Het voormalige vissersdorpje groeide door de aanwezigheid van een kilometerslang zandstrand (de baai van Pals) en de opening van diverse grote kampeerterreinen in de jaren 70 en 80 van de twintigste eeuw uit tot een populaire badplaats met onder andere een jachthaven, Club Náutico de Estartit.

## Duikoord
De aanwezigheid van de eilandengroep Illes Medes vlak voor de kust heeft l'Estartit tot een bekend duikoord gemaakt.

## Jachthaven
De jachthaven Club Náutico de Estartit (CNE) is voor iedereen toegankelijk. In deze beschermde baai is er  een constante zeilwind aanwezig.

## Foto's

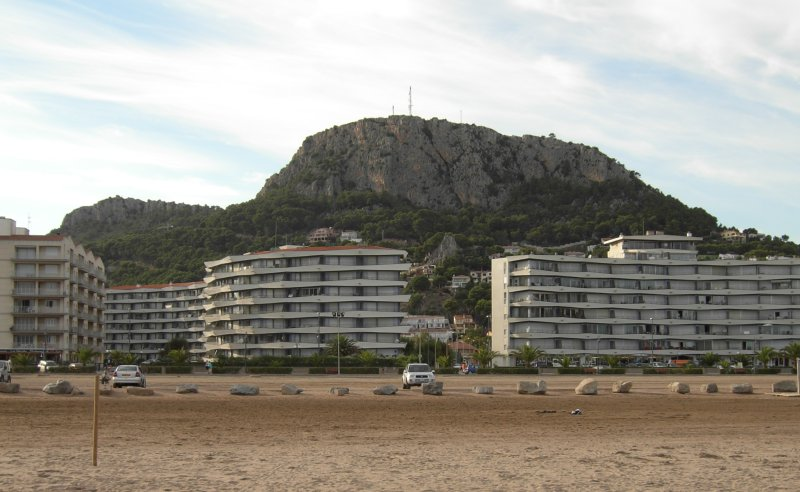
Zicht op l'Estartit vanaf het strand
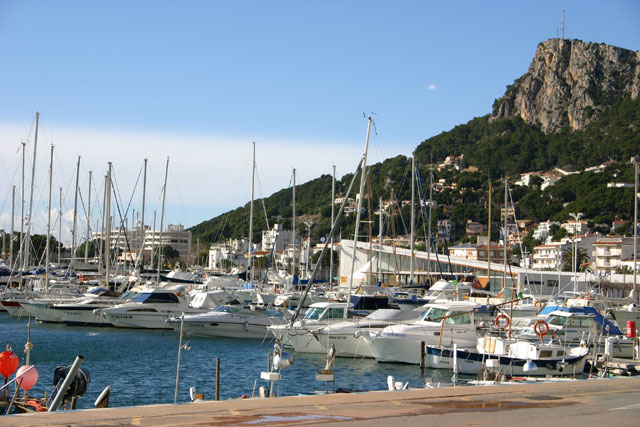
Haven met het Roca Maura-massief
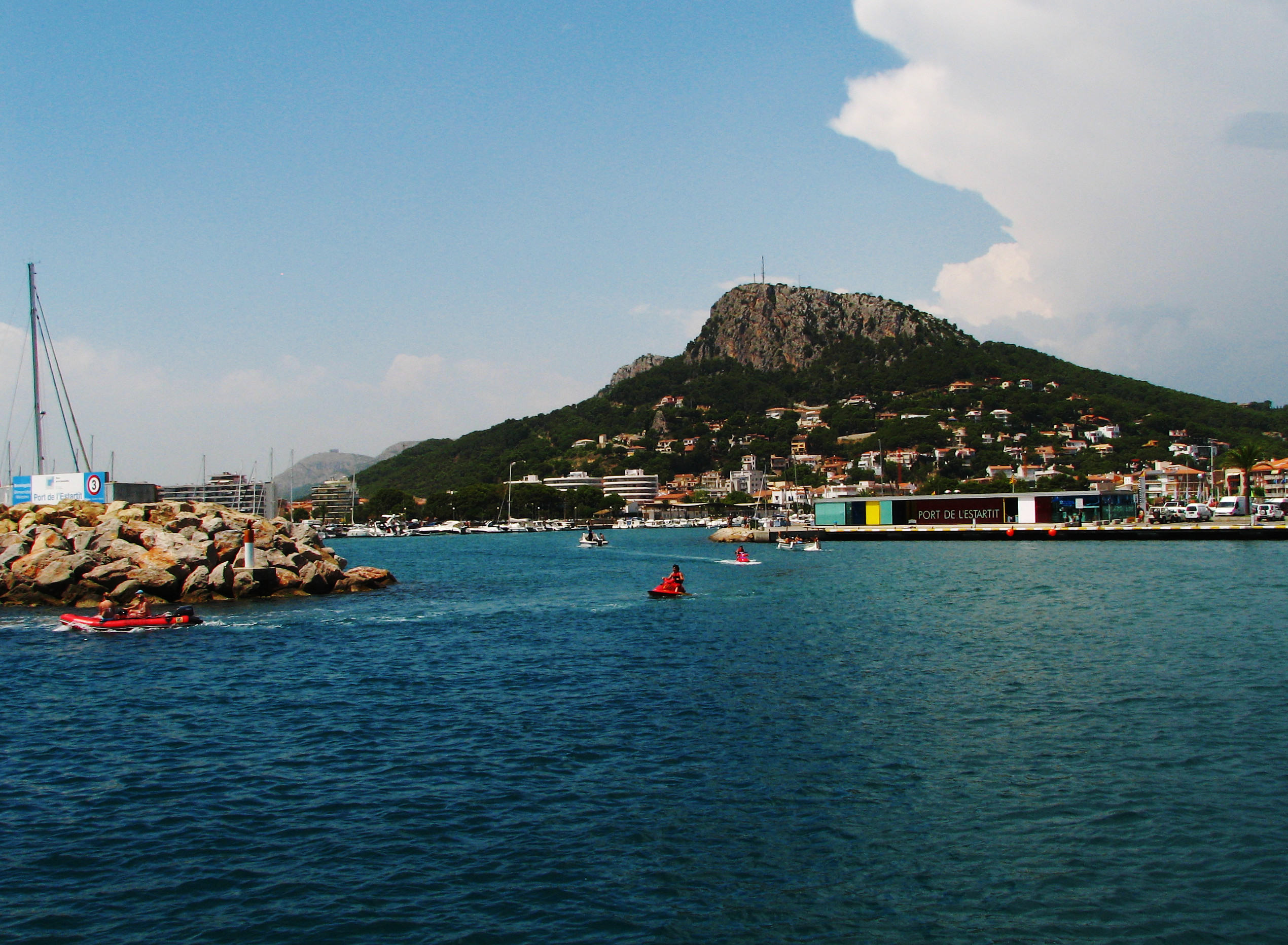
L'Estartit vanaf de zee gezien